# Die Sünderin
Die Sünderin ist ein deutscher Film aus dem Jahr 1951. Er war auch wegen des nachfolgenden Skandals der Durchbruch der Schauspielerin Hildegard Knef. Der Film feierte seine Erstaufführung am 18. Januar 1951.

## Handlung
Die Handlung dreht sich um das Zusammenleben der Prostituierten Marina mit ihrem Freund, dem Maler Alexander, und ihren gemeinsamen Suizid.
Marinas Mutter betrügt im Zweiten Weltkrieg ihren Stiefvater, der von der Gestapo verhaftet und eine Zeit lang inhaftiert wird. Marina wird von ihrem Stiefbruder verführt, welcher daraufhin von ihrem Stiefvater offenbar erschlagen wird. 
Marina verliebt sich in den gescheiterten Maler Alexander, der an einem Gehirntumor erkrankt ist, der ihn erblinden lässt. Beide reisen nach Italien, wo sie vorübergehend ein glückliches Leben führen. Um eine Operation zu finanzieren, versucht Marina, wieder ihrem alten Gewerbe nachzugehen. Dies gelingt ihr aber nicht. Sie trifft jedoch auf den Operateur, der Alexander eine heilende Operation in Aussicht gestellt hat und nun bereit ist, diese gratis durchzuführen. Die Operation stellt das Sehvermögen Alexanders wieder her, und das Paar verbringt eine gute Zeit in Wien. 
Als Alexanders Sehvermögen nachlässt und eine Erblindung unabwendbar ist, beschließt Alexander, aus dem Leben zu scheiden. Marina reicht dem lebensmüden Alexander mit dessen Wissen ein Glas mit einer Überdosis Schlafmittel („Veronal“), welches er zu sich nimmt. Anschließend nimmt sich auch Marina selbst das Leben.

## Hintergrund
Ursprünglich wollte Willi Forst in Marina eine moderne, sündige Maria Magdalena präsentieren, verzichtete aber auf Anraten der kirchlichen Filmreferenten Anton Kochs (katholisch) und Werner Hess (evangelisch) auf den religiösen Aspekt und arbeitete das Drehbuch grundlegend um. Die neue Fassung führte er im November 1950 Kochs und einem evangelischen Pfarrer vor. Beide waren auch davon nicht angetan, lehnten den Film aber nicht grundlegend ab.
Gedreht wurde Die Sünderin im Filmatelier Bendestorf, die Außenaufnahmen entstanden in Rom, Neapel und im Malerdorf Positano.
Wenige Tage vor der für den 18. Januar 1951 vorgesehenen Filmpremiere reichte der Herzog-Filmverleih den Streifen bei der FSK ein und erhielt unerwartet am 15. Januar – drei Tage vor der Premiere – die Nachricht von der einstimmigen Verweigerung der Freigabe. Die sechs Prüfer, darunter eine Frau, hielten es für nicht hinnehmbar, dass Marina „die Prostituierung als einen selbstverständlichen Ausweg aus ihrer menschlichen und wirtschaftlichen Notlage wählt“. Weiterhin werde Selbstmord und die Tötung auf Verlangen „als Selbstverständlichkeit und einzig richtiger Ausweg hingestellt“ und könne so „als Ideal erscheinen und zur Nachahmung anreizen“. Der Ausschuss kritisierte außerdem, es werde nicht genügend deutlich, dass Marina ein Versprechen einhalte und somit Tötung auf Verlangen vorliege.
Die Vertreter der Produktions- und der Verleihfirma setzten umgehend eine Krisensitzung am 16. Januar durch. Dabei äußerte Willi Forst, sein Film sei ein Kunstwerk, und er fasse die Entscheidung des Ausschusses als persönliche Beleidigung auf. Er verlangte völlige Revision der Entscheidung, andernfalls werde er an die Presse gehen. Als die FSK-Vertreter seine Forderung ablehnten, verließ er die Besprechung. Produzent Rolf Meyer drohte, das FSK-Urteil zu übergehen und die FSK damit bloßzustellen.
Daraufhin legte die SPIO für den Morgen des 18. Januars eine Krisensitzung des Hauptausschusses fest, die SPIO-Präsident Ludwig Fasler leitete. Besonders der Vertreter der Hamburger Kultusbehörde kritisierte die Kirchenvertreter wegen ihrer Bedenken. Nach eineinhalbstündiger Diskussion über die mögliche schädliche Wirkung des Films wurde mit 9:4 Stimmen die Freigabe des Films beschlossen. Es wurde lediglich der Filmfirma empfohlen, Änderungen an zwei Aussagen Marinas vorzunehmen.
Wegen angeblicher Glorifizierung von Prostitution, Sterbehilfe, Euthanasie und des Suizids verweigerte die Kirche die weitere Mitarbeit an der FSK. Schon am Tag nach der entscheidenden Hauptausschusssitzung, die zur Freigabe des Films geführt hatte, trat der evangelische Filmbeauftragte Werner Hess mit der Begründung zurück, er könne einem Gremium, das derart entsittlichende Filme freigebe, nicht länger angehören. Daraufhin zog auch die katholische Kirche ihren Vertreter aus der FSK ab. Bereits wenige Tage später einigten sich Länder, Filmwirtschaft und Kirchen jedoch über die weitere Zusammenarbeit in der FSK.
Der Film wurde Anlass eines Skandals und war monatelang Thema in Zeitungen und Zeitschriften. Schon in der ersten Woche nach der Premiere gab es vereinzelte Demonstrationen, darunter in Osnabrück. Anfang Februar rief der katholische Film-Dienst alle Katholiken zum Boykott der Sünderin auf. Das Kinoprogramm der meisten Städte erreichte der Film erst im Februar und März. Bei seinem Erscheinen wiederholten vielfach örtliche Honoratioren den Boykottaufruf.
Der Erzbischof von Köln, Kardinal Joseph Frings, verurteilte den Film in einem Hirtenbrief, der Ende Februar beim Anlaufen des Films in der Erzdiözese Köln verlesen wurde, und forderte in einer Predigt im Kölner Dom am 17. März „eine mächtige Phalanx“ und gegebenenfalls die „Selbsthilfe“. Mit gewalttätigen Protesten gingen unter anderem der als Ruhrkaplan bekannte Pfarrer Carl Klinkhammer mit Jugendlichen gegen den Film vor. Dabei wurden Stinkbomben in Kinosäle geworfen und gegen die Polizei agiert. Deshalb wurden Klinkhammer, ein weiterer Priester und fünf weitere Angeklagte vor Gericht gestellt. Politiker verteilten Flugblätter mit Texten wie „Die Sünderin – Ein Faustschlag ins Gesicht jeder anständigen deutschen Frau! Hurerei und Selbstmord! Sollen das die Ideale eines Volkes sein?“
Die zeitweisen Aufführungsverbote und die öffentliche Verurteilung von den Kanzeln verhalf dem Skandalfilm zum großen Publikumserfolg. In größeren Städten wurden Diskussionsveranstaltungen organisiert, und es bildeten sich Aktionskomitees gegen den Film. Die größten Demonstrationen mit über 1000 Teilnehmern gab es nach Angaben des katholischen Film-Dienstes in Düsseldorf, Köln, Oberhausen, Ulm und Regensburg. In Regensburg kam es zu einer dreitägigen heftigen Auseinandersetzung zwischen Filmgegnern, Filmbefürwortern und der Polizei, wobei Stinkbomben auf der einen und Wasserwerfer auf der anderen Seite eingesetzt wurden.
Die Rheinische Post fragte am 5. März 1951 hinsichtlich der Situation in Köln: „Muß Polizei einen Schundfilm schützen?“ Da alle Versuche, ein Aufführungsverbot zu bewirken, vergeblich gewesen seien, könne nur eine „machtvolle Demonstration des Willens der gesund empfindenden Bevölkerung“ helfen. In einem Duisburger Kino setzten, wie die Rheinische Post am 21. März 1951 berichtete, Filmgegner weiße Mäuse gegen die Sünderin ein, um eine Panik hervorzurufen.
Schon im Sommer 1951 verschwand der Film aus den Kinos. Die evangelische Filmgilde und die katholische Filmliga erhielten in der Folge des Skandals großen Zulauf. Im Oktober 1951 forderten die katholischen deutschen Bischöfe in einem Hirtenwort ausdrücklich alle Katholiken auf, der Filmliga beizutreten, weil viele von ihnen dem Film gegenüber noch nicht die notwendige Sicherheit und Selbständigkeit gewonnen hätten. Binnen eines Jahres folgten über eineinhalb Millionen Katholiken diesem Aufruf und verpflichteten sich als Mitglieder der Filmliga, nur vom Film-Dienst mit den Bewertungen „1“ oder „2“ empfohlene Filme zu besuchen.
Das auf den Filmkritiken des katholischen Film-Dienstes basierende Lexikon des internationalen Films resümierte: „Der erste Nachkriegsfilm Willi Forsts wurde zum größten Skandal des deutschen Films; […] Die […] Proteste kirchlicher und politischer Kreise machten ‚Die Sünderin‘ zum Kassenerfolg.“
Entgegen verbreiteter Meinung war es nicht die Nacktszene Hildegard Knefs, gegen die sich der Protest richtete, sondern die Thematisierung von Prostitution, Euthanasie und Selbstmord. Jürgen Kniep schrieb dazu: „Die Annahme, dass die Kirchen gegen die wenige Sekunden lang zu sehenden Brüste der Schauspielerin zu Felde gezogen seien, ist zwar aus dem heutigen Mythos Sünderin nicht wegzudenken, entbehrt aber jeder Grundlage.“ Erst Ende der 1960er Jahre wurde diese Verbindung hergestellt, so in der Bild-Zeitung vom 26. Juni 1969.

## Kritik
Insgesamt wurde der Film überwiegend negativ kritisiert. Ab Ende Januar 1951 sprachen auch führende Vertreter der Filmclubs dem Werk den von Willi Forst beanspruchten künstlerischen Wert ab:
- „[Der Film] ist künstlerisch belanglos und in der Wirkung verderblich, ja er ist geradezu ein Schulbeispiel für jene Einstellung, bei der sich Gewinnsucht hinter gespielter Ernsthaftigkeit verbirgt.“ – Theo Fürstenau: „Der Reigen“ und „Die Sünderin“, in: Westfälische Nachrichten (Ahaus), 3. Februar 1951, nach Jürgen Kniep: Keine Jugendfreigabe!, S. 62–63.
- „Die Biographie einer Dirne – als effektvolles ‚Zeitschicksal‘ in Szene gesetzt und mit jener kommerziellen Gefühligkeit ausgestattet, die keine wirkliche Tragik zulässt. In so verlogener Zubereitung muß ein derartiger Stoff auch dann anstößig wirken, wenn die Regie auf den lasziven Anstrich einiger Szenen verzichtet hätte. Abzulehnen wegen hinnehmender Darstellung der Prostitution und der Tötung auf Verlangen sowie der romantischen Verklärung des Selbstmordes. (Spätere Schnitte vermochten den negativen Gesamteindruck nicht aufzuheben.)“ – 6000 Filme. Kritische Notizen aus den Kinojahren 1945 bis 1958. Handbuch V der katholischen Filmkritik, 3. Auflage, Verlag Haus Altenberg, Düsseldorf 1963, S. 419.
- „Kolportagehaftes Nachkriegsdrama; der Doppelselbstmord und eine Nacktszene der Knef machten den Film damals zum großen skandalträchtigen Kassenschlager.“ (Wertung: 2 Sterne = durchschnittlich) – Adolf Heinzlmeier und Berndt Schulz in Lexikon „Filme im Fernsehen“ (Erweiterte Neuausgabe). Rasch und Röhring, Hamburg 1990, ISBN 3-89136-392-3, S. 790.

## Zensur
Im Januar 1954 forderte Bundesfamilienminister Franz-Josef Wuermeling auf einer Veranstaltung des Deutschen Familienbundes eine „Volkszensur“ und löste empörte Reaktionen aus.
Am 21. Dezember 1954 entschied das Bundesverwaltungsgericht in dritter und letzter Instanz auf Grund der Klagen der Herzog-Filmverleih gegen ein lokal ausgesprochenes Aufführungsverbot, dass Die Sünderin als Spielfilm als Kunstwerk gelte und damit durch Art. 5 Abs. 3 GG, auch die Freiheit des Films durch das Grundgesetz geschützt sei. Zwar könnten Grundrechte wie die Freiheit der Kunst dadurch eingeschränkt sein, dass ein anderes Grundrecht verletzt werde. „Moralische, religiöse und weltanschauliche Auffassungen einzelner Bevölkerungskreise […]“ habe das Grundgesetz aber „[…] nicht unter den besonderen Schutz der staatlichen Grundordnung gestellt“, so dass dies hier nicht zutreffe und das Aufführungsverbot daher keine rechtliche Grundlage gehabt habe.